# Еловый (Свердловская область)
Еловый —  упразднённый в 1943 году посёлок в Берёзовском районе Свердловской области  РСФСР СССР. На год упразднения входил в Октябрьский сельсовет.  Включён в черту посёлка Октябрьский Берёзовского городского округа Свердловской области.

## История
В 1939 году Указом Президиума Верховного Совета РСФСР от 16.09.1939 Еловый включён в образованный Октябрьский сельсовет.
Указом Президиума Верховного Совета РСФСР от от 05.03.1943 вместе с упразднением Октябрьского сельсовета были включены в черту р.п. Октябрьский входившие в сельсоветы населённые пункты: Вольный, Кирпичный, Смолокурка, Перейма и Еловый. 